# All'amore assente
All'amore assente è un film del 2007 diretto da Andrea Adriatico.
Il film, prodotto da Cinemare, è stato presentato per la prima volta al Festival di Londra con il titolo Andres and Me.

## Trama
Una sera di pioggia Massimo Arati sta tenendo un comizio di fronte alla folla. Nel buio qualcuno ripete tra sé e sé le frasi dette dall'uomo politico.
Un giorno di pioggia, un uomo arriva in taxi e va in ospedale a visitare una donna immobile a letto, Magda. Poi entra furtivamente in un appartamento apparentemente disabitato, dove però trova diversi oggetti, tra cui molti dischi in vinile, un computer e le chiavi di casa che si mette in tasca uscendo. L'uomo è un detective, che riceve soldi sul proprio conto da un committente sconosciuto per una non meglio definita "indagine Andres Carrera". Andres, di origine argentina, lavorava come ghostwriter e comunicatore nell'agenzia della moglie Iris, attualmente incinta, ma da qualche tempo è scomparso.
L'investigatore cerca di farsi assumere nell'agenzia di Iris, poi torna di nuovo nella casa che aveva già visitato, iniziando a spiare nel computer lasciato lì da Andres e decidendo di abitare lì. Al mattino, uscendo, viene scambiato da un vicino per Andres, inquilino di quell'appartamento. Magda Carrera, la donna visitata al suo arrivo e madre di Andres, è stata dimessa, e l'investigatore decide di andare nella casa dei genitori dell'uomo scomparso, fingendosi un suo vecchio amico. Lì trova non solo Magda, a letto immobile, ma anche l'anziano marito e padre di Andres, che sostiene che il figlio sia stato rapito dagli alieni per insegnargli qualcosa di bello che sulla terra non è più possibile.
L'investigatore, sempre sotto mentite spoglie, è assunto nell'agenzia di comunicazione, dove conosce Edoardo, un collega che sembra conoscere molte cose. Durante il briefing Iris striglia i collaboratori perché dopo la scomparsa di Andres, che scriveva i discorsi per la campagna elettorale di Massimo Arati, Edoardo non è in grado di essere altrettanto incisivo, e ormai mancano pochi giorni al voto. Dopo il briefing Edoardo fa intendere all'investigatore che Massimo Arati è qualcosa di più di un semplice cliente dell'agenzia, e che Andres era bravo perché indifferente rispetto a ciò che scriveva. Una sera al ristorante Iris, dopo aver scoperto che ciò che scrive l'investigatore assomiglia in modo impressionante a ciò che scriveva Andres, affida al neo-assunto un nuovo incarico: scrivere i nuovi discorsi per Massimo Arati.
Edoardo fa irruzione a casa di Andres trovandoci l'investigatore: questo racconta allora la verità, e cioè che deve ritrovare Andres e per questo sta tenendo tutti i fili della sua vita. Edoardo e l'investigatore si baciano. Dopo aver fatto l'amore, Edoardo rivela che Andres aveva un indirizzo e-mail personale che potrebbe essere tuttora attivo. In un negozio di dischi una commessa prima scambia l'investigatore per Andres, poi decide di dare allo sconosciuto un vinile che Andres le aveva ordinato, un disco molto particolare per un regalo.
L'investigatore, provando a immaginare il destinatario di quel regalo, lo porta a Iris, che reagisce male. A questo punto decide di fare irruzione notturna nell'agenzia per cercare qualche traccia utile nei documenti di Iris. Ma durante il sopralluogo, assiste a Iris e Massimo Arati che fanno l'amore in ufficio.
Mentre l'investigatore esce dalla casa dei genitori di Andres, che in tutto questo tempo è andato a visitare regolarmente conquistando la loro fiducia, trova Iris sulla soglia, che ha un malore. In ospedale l'investigatore getta la maschera iniziando a interrogare Iris sulla scomparsa di Andres.
È mattina e l'investigatore si risveglia nella casa dei genitori di Andres, dove vede casualmente un libro di poesie di Walt Whitman: sfogliandolo si rende conto che il discorso poetico-politico scritto da Andres per Massimo Arati è semplicemente la trascrizione delle poesie di Whitman. Uscito in giardino, trova il padre di Andres intento a creare un grande anello di scarpe per comunicare con gli Ufo. Il padre racconta che Andres, dopo la loro fuga dall'Argentina, aveva deciso di parlare in italiano ma dichiarando che quella non era la sua lingua, diventando un altro rispetto a prima. Tornato in casa, l'investigatore chiude il computer, dove da un controllo risulta che nessuno lo sta più pagando per la sua indagine, abbandona le chiavi, prende la sua valigia e esce.
Ritorniamo al comizio iniziale di Massimo Arati, esattamente dove lo avevamo lasciato. Qualcuno dello staff di Massimo sta cercando Andres: si apre la portiera di un'auto e esce l'investigatore, stralunato. Durante il comizio Andres si era nascosto per ripensare alla propria vita, sognando a occhi aperti e immaginandosi come un detective alla ricerca di sé e della verità delle persone che lo circondano. Il collaboratore dello staff lo elogia per il discorso e gli fa le condoglianze per la morte della madre.

## Produzione
Il film è stato in gran parte girato a Tresigallo, città di fondazione scelta per le sue architetture novecentiste.

## Riconoscimenti
- Premio Speciale della Giuria a Annecy cinéma Italien (2008)